# Exuvia (album)
Exuvia è l'ottavo album in studio del rapper italiano Caparezza, pubblicato il 7 maggio 2021 dalla Polydor Records.
L'album è stato posizionato al diciassettesimo posto della classifica dei 20 migliori dischi italiani dell'anno stilata dalla rivista Rolling Stone Italia.

## Descrizione
(Caparezza in occasione della presentazione dell'album il 6 maggio 2021.)
Exuvia è il risultato di due anni e mezzo di lavoro da parte di Caparezza, il quale ha cominciato la stesura dei testi dopo aver letto la sceneggiatura de Il viaggio di G. Mastorna, detto Fernet, il film mai realizzato da Federico Fellini. Si tratta di un concept album suddiviso in quattordici brani e cinque intermezzi nei quali viene descritto il percorso di una persona che evade da una prigione per fuggire e far perdere le proprie tracce all'interno di una foresta. Come sottolineato dall'artista, la storia rappresenta il seguito del precedente Prisoner 709 (che si soffermava sulla sua prigionia mentale) e si concentra sul suo desiderio di fuggire con la mente prima di abbracciare uno stato di completa libertà.
Sebbene contestualizzati nel concept, nell'album emergono anche brani di carattere autobiografico, tra cui Campione dei novanta, dove Caparezza analizza il periodo in cui era conosciuto come Mikimix, compiendo «la prima exuvia» una volta riconosciuto di aver fatto un passo falso; La certa tratta invece il tema della morte, descritta tuttavia come una figura positiva «senza la quale la nostra vita diventerebbe il trionfo dell’apatia e della depressione. Una sorta di motivatrice che ci spinge a dare il meglio di noi durante il tempo limitato che abbiamo a disposizione». Canthology e El sendero si caratterizzano invece per presentare rispettivamente le partecipazioni vocali di Matthew Marcantonio dei Demob Happy e Mishel Domenssain. Nel disco sono inoltre presenti dei campionamenti o interpolazioni: Canthology contiene un'interpolazione del brano Get Away dei Droogs, Fugadà contiene versi tratti della poesia La petite promenade du poète di Dino Campana e Campione dei novanta contiene campionamenti dei brani Zighidà degli Statuto e Campione di Chef.

## Titolo e copertina
Il titolo dell'album è un richiamo all'esuvia, ovvero il resto di un esoscheletro di un insetto che lascia dietro di sé una volta compiuta la muta. La copertina mostra invece un cerchio nero su sfondo giallo al cui interno sono contenuti un cerchio più piccolo e una serie di spirali, entrambi, secondo Caparezza, rappresentativi di certe fasi della propria vita:

## Promozione
In concomitanza con l'annuncio dell'album, il 31 marzo 2021 è stato presentato come primo singolo l'omonimo Exuvia insieme al relativo video musicale. Come secondo singolo è stato estratto La scelta, distribuito digitalmente a partire dal 16 aprile.
Il 10 giugno 2021 Caparezza ha reso disponibile Exuvia Experience, un documentario interattivo dell'album ambientato in una foresta virtuale formata da 15 tappe, ognuna atta a descrivere il significato dei brani del disco. Il 9 luglio è stato pubblicato il video animato per la quinta traccia Campione dei novanta. Il 10 settembre è stato pubblicato il terzo singolo El sendero, mentre il 14 gennaio 2022 è stato estratto come quarto singolo Come Pripyat, uscito in concomitanza con una nuova edizione in vinile di Exuvia denominata Pop Up. Il 13 giugno è stato invece diffuso tramite il canale YouTube del rapper il video musicale di La certa.
Per la promozione di Exuvia, Caparezza ha annunciato la tournée Exuvia Palasport 2022, con tappe nei palazzetti delle principali città italiane. Quest'ultima, a seguito di diversi rinvii a causa della pandemia di COVID-19, è stata sostituita da una tournée estiva con prima data fissata per il 25 giugno 2022.

## Accoglienza
| Recensione    | Giudizio |
| ------------- | -------- |
| Newsic        |          |
| Ondarock      |          |
| Rockol        |          |
| Rockit        | Positivo |
| Spettakolo.it |          |

Carlo Moretti, intervistando il rapper per La Repubblica, afferma che «come accade al sommo poeta Dante Alighieri nella Divina Commedia, anche il rapper e cantautore pugliese arrivato 'nel mezzo del cammin' della sua vita (ha 47 anni) si è ritrovato in una "selva oscura"» poiché «il concept album riflette sulla vita e sulle priorità, per una critica a un mondo sempre più regolato dagli algoritmi. Un mondo straniante in cui Caparezza stenta a riconoscersi». Daniela Parcangeli de Il Fatto Quotidiano definisce il progetto «un disco da psicoanalisi» proseguendo che l'artista «non abbia mai lesinato sui viaggi negli abissi e nei tunnel, ma questa volta la selva è tutta sua. Orgoglioso re delle contraddizioni».
Silvia Danielli di Billboard Italia intitola l'articolo definendo Exuvia un'«opera monumentale e cinematografica; [...] Caparezza torna sulla scena musicale da protagonista, eppure rimanendone fuori». Danielli prosegue la recensione scrivendo «ben 19 brani, costruito come un concept di un viaggio verso la salvezza, quando ora i dischi si ascoltano soprattutto in streaming, quindi in maniera assolutamente frammentata». Damir Ivik di Rolling Stone Italia definisce Exuvia «un disco che è pure un po' scuro, un po' scostante. Talmente scostante da non avere, almeno all’apparenza, nemmeno una hit. Niente Vieni a ballare in Puglia insomma, niente tunnel del divertimento; [...] È un disco anche sottile e tagliente, in alcune analisi e prese di posizione». Conclude affermando che il disco «ha l'ambizione di creare un mondo a parte, con tutta la pesante (sovra)struttura narrativa: la foresta, il viaggio, la muta degli insetti, la nuova fase di vita. Tante cose, che Caparezza stesso si spende parecchio a raccontare e spiegare. Tante. Rischiano mai di essere troppe?».

## Tracce
Testi e musiche di Michele Salvemini, eccetto dove indicato.
1. Canthology (feat. Matthew Marcantonio) – 3:49
2. Fugadà – 3:43
3. Una voce (skit) – 0:29
4. El sendero (feat. Mishel Domenssain) – 3:49 (Michele Salvemini, Michael Domenzain Suárez)
5. Campione dei novanta – 4:31 (Michele Salvemini, Oscar Giammarinaro, Martino Tempesta, Alessandro Rella)
6. La matrigna (skit) – 0:28
7. Contronatura – 3:56
8. Eterno paradosso – 4:31
9. Marco e Ludo (skit) – 0:35
10. La scelta – 4:35
11. Azzera pace – 4:06
12. Eyes Wide Shut – 5:09
13. Ghost Memo (skit) – 0:19
14. Come Pripyat – 4:21
15. Il mondo dopo Lewis Carroll – 3:28
16. Pi Esse (skit) – 0:32
17. Zeit! – 3:48
18. La certa – 3:40
19. Exuvia – 4:45

## Formazione
Musicisti
- Michele Salvemini – voce, arrangiamento, tastiera
- Gaetano Camporeale – arrangiamento, tastiera, pianoforte (tracce 12 e 14)
- Alfredo Ferrero – arrangiamento, chitarra acustica ed elettrica
- Rino Corrieri – batteria acustica
- Giovanni Astorino – basso, strumenti ad arco (tracce 2, 4, 14, 17 e 18)
- Matthew Marcantonio – voce (traccia 1)
- Alfonso Mastrapasqua – strumenti ad arco (tracce 2, 4, 14, 17 e 18)
- Hebi – vocalizzi (tracce 2 e 18)
- Mishel Domenssain – voce (traccia 4)
- Nicola Quarto – cori rock (tracce 7, 12 e 17)
- Valeria Quarto – cori rock (tracce 7, 12 e 17), voce aggiuntiva (traccia 7)
- Simone Martorana – cori rock (tracce 7, 12 e 17)
- Francesco Stramaglia – cori rock (tracce 7, 12 e 17)
- Fabio Barnaba – cori e arrangiamenti vocali (traccia 8)
- Annamaria Loiacono – coach vocale (tracce 10 e 14)
- Emanuele Petruzzella – pianoforte (tracce 10 e 18)
- Nicola Farina – accordatura pianoforte (tracce 10, 12, 14 e 18)
- Annamaria Bellocchio – soprano (tracce 10 e 18)
- Paola Abbattista – soprano (tracce 10 e 18)
- Floriana De Palma – mezzosoprano (tracce 10 e 18)
- Antonella Parisi – mezzosoprano (tracce 10 e 18)
- Elisabetta Spadavecchia – contralto (tracce 10 e 18)
- Shannon Kathleen Anderson – contralto (tracce 10 e 18)
- Antonio Magarelli – arrangiamento e direzione delle voci (tracce 10 e 18)
- Gabriele Blandini – sassofono (tracce 12 e 14)
- Luigi Alemanno – corno (tracce 12, 14 e 18)
- Gianluca Ria – trombone (tracce 12, 14 e 18)
- Giovanni Chirico – sassofono (tracce 12 e 14), clarinetto (traccia 18)
- Davide Mangione – falsetto (traccia 19)

Produzione
- Michele Salvemini – produzione, pre-produzione
- Gaetano Camporeale – pre-produzione
- Alfredo Ferrero – pre-produzione
- Antonio Porcelli – registrazione
- Francesco Aiello – registrazione
- Chris Lord-Alge – missaggio
- Brian Judd – assistenza al missaggio
- Adam Chagnon – ingegneria del suono aggiuntiva
- Chris Gehringer – mastering
- Albert D'Andrea – illustrazione, fotografia
- Francesca Daloiso – assistenza alla fotografia
- Tony Cassanelli – scultura

## Classifiche

### Classifiche settimanali
| Classifica (2021) | Posizione massima |
| ----------------- | ----------------- |
| Italia            | 1                 |
| Svizzera          | 32                |

### Classifiche di fine anno
| Classifica (2021) | Posizione |
| ----------------- | --------- |
| Italia            | 27        |